# Chloridolum goirani
Chloridolum goirani là một loài bọ cánh cứng trong họ Cerambycidae.